# Großer Preis von Australien 1993
Der Große Preis von Australien 1993 (offiziell LVIII Australian Grand Prix) fand am 7. November auf dem Adelaide Street Circuit in Adelaide statt und war das 16. und letzte Rennen der Formel-1-Weltmeisterschaft 1993. Ayrton Senna feierte in seinem letzten Rennen mit McLaren seinen letzten Grand-Prix-Sieg; mit Alain Prost und Riccardo Patrese fuhren zudem zwei Größen des Sports ihr letztes Formel-1-Rennen.

## Berichte

### Hintergrund
Das Starterfeld blieb im Vergleich zum vorigen Rennen, dem Großen Preis von Japan, unverändert.
Der Grand Prix war das letzte Rennen des bereits als Weltmeister feststehenden Prost sowie von Patrese, dessen 256 Starts zur damaligen Zeit Rekord waren, und Derek Warwick. Zudem beendete Ayrton Senna seine überaus erfolgreiche Zeit mit McLaren.
Mit Gerhard Berger, Prost (jeweils zweimal), Senna und Thierry Boutsen (jeweils einmal) traten drei ehemalige Sieger zu diesem Grand Prix an.

### Qualifying
Senna gelang es, trotz seines schlecht motorisierten McLaren-Ford zum ersten Mal seit dem Großen Preis von Kanada 1992 die Pole-Position zu erzielen. Dies war das einzige Mal in der Saison 1993, bei dem Williams nicht auf der ersten Startposition stand. Stattdessen klassierten sich die Williams-Piloten Prost und Damon Hill auf den Plätzen zwei und drei. Michael Schumacher stellte seinen Benetton ebenfalls in die zweite Startreihe; dahinter qualifizierten sich Sennas neuer Teamkollege Mika Häkkinen und die Ferrari-Piloten Berger und Jean Alesi.

### Rennen
Das Rennen konnte erst im dritten Versuch gestartet werden, nachdem zuerst Ukyō Katayama, dann Eddie Irvine ihre Motoren abgewürgt hatten. Beim Start blieben die ersten Positionen gleich, während Katayama mit Pedro Lamy kollidierte, der dadurch ausschied. Katayama und Irvine mussten wenige Runden später nach Unfällen kurz nacheinander aufgeben.
Senna fuhr ein durchweg kontrolliertes Rennen von der Spitze aus und verlor seine Führung nur nach seinem ersten Boxenstopp. Hinter ihm fuhren die Williams-Piloten konstant auf den Plätzen zwei und drei, wobei ein Angriff Hills auf seinen Teamkollegen scheiterte und für den Briten in einem Dreher endete; er konnte jedoch den Motor am Laufen halten und immer noch mit großem Vorsprung Dritter werden. Nachdem Häkkinen und Schumacher in aussichtsreicher Position mit technischen Problemen ausgefallen waren, konnte auch Ferrari beide Autos hintereinander in die Punkte bringen; Alesi belegte vor Berger den vierten Platz. Den letzten Punkt erreichte Martin Brundle im Ligier, nachdem Patrese in seinem letzten Rennen zwei Runden vor Schluss mit einem Problem der Benzinzuführung ausgefallen war. Eine Schrecksekunde durchlebte in Runde 56 JJ Lehto, dessen Sauber beim Überfahren der steilen Kerbs abhob und ausfiel.
Mit seinem 41. und letzten Sieg konnte sich Senna noch an Hill vorbei auf den zweiten Platz der Fahrerweltmeisterschaft schieben. Für McLaren bedeutete der Sieg, der bis zum Sieg David Coulthards beim Großen Preis von Australien 1997 jedoch der letzte bleiben sollte, den Aufstieg zum Konstrukteur mit den meisten Rennsiegen aller Zeiten (104) vorbei an Ferrari.

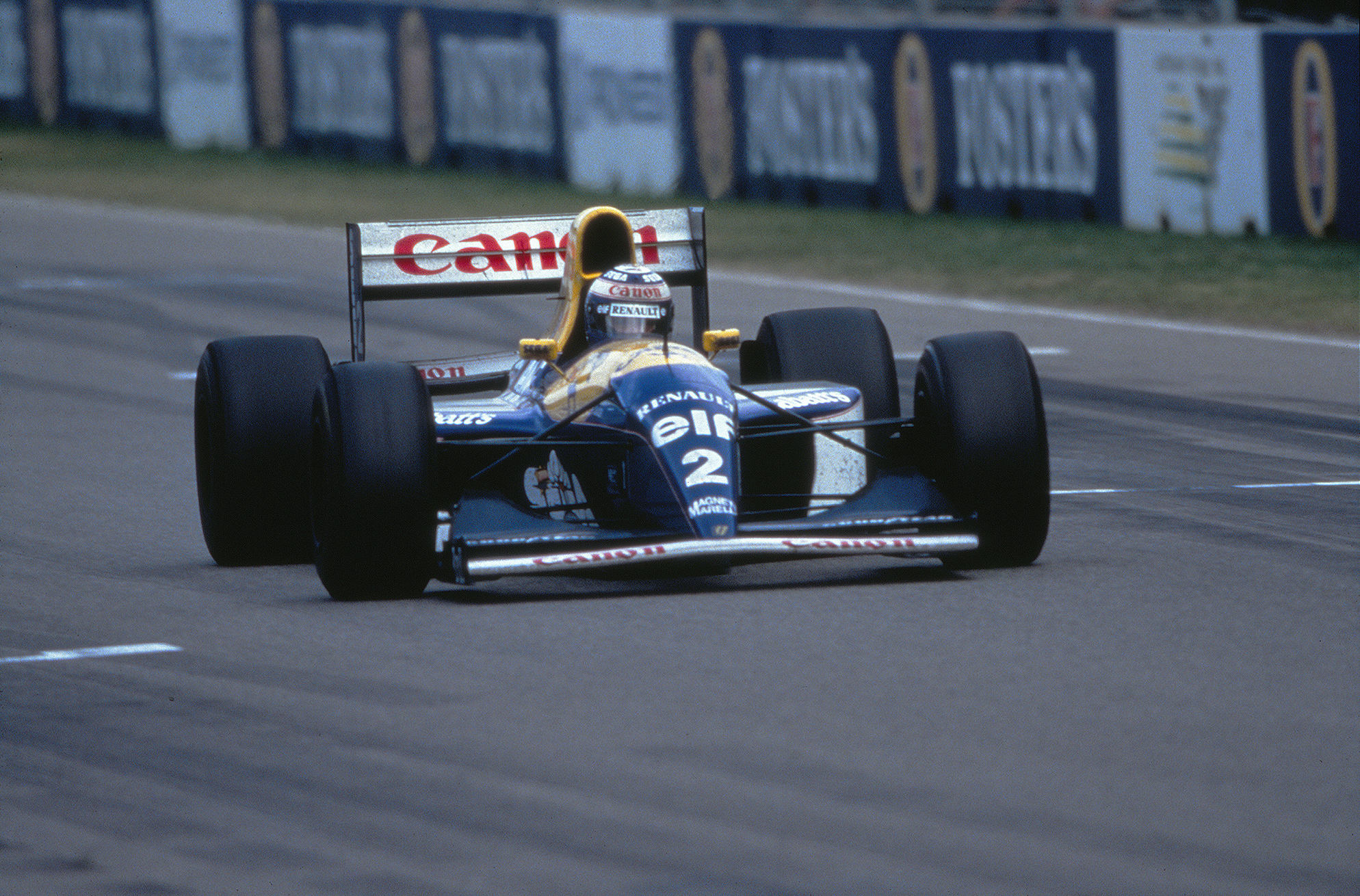
Alain Prost während seines letzten Grand Prix

Bei der Siegerehrung kam es zu einer bemerkenswerten Szene, als Senna seinen scheidenden Erzrivalen zu sich auf die erste Stufe des Podiums holte und ihm die Hand schüttelte, womit die Saison mit einer leichten Aussöhnung zwischen den beiden Streithähnen endete.

## Meldeliste
| Team                        | Nr. | Fahrer             | Chassis        | Motor                        | Reifen |
| --------------------------- | --- | ------------------ | -------------- | ---------------------------- | ------ |
| Canon Williams Team         | 0   | Damon Hill         | Williams FW15C | Renault RS5 3.5 V10          | G      |
| Canon Williams Team         | 02  | Alain Prost        | Williams FW15C | Renault RS5 3.5 V10          | G      |
| Tyrrell Racing Organisation | 03  | Ukyō Katayama      | Tyrrell 021    | Yamaha OX10A 3.5 V10         | G      |
| Tyrrell Racing Organisation | 04  | Andrea de Cesaris  | Tyrrell 021    | Yamaha OX10A 3.5 V10         | G      |
| Camel Benetton Ford         | 05  | Michael Schumacher | Benetton B193B | Ford Cosworth HB 3.5 V8      | G      |
| Camel Benetton Ford         | 06  | Riccardo Patrese   | Benetton B193B | Ford Cosworth HB 3.5 V8      | G      |
| Marlboro McLaren            | 07  | Mika Häkkinen      | McLaren MP4/8  | Ford Cosworth HB 3.5 V8      | G      |
| Marlboro McLaren            | 08  | Ayrton Senna       | McLaren MP4/8  | Ford Cosworth HB 3.5 V8      | G      |
| Footwork Mugen Honda        | 09  | Derek Warwick      | Footwork FA14  | Mugen-Honda MF-351HB 3.5 V10 | G      |
| Footwork Mugen Honda        | 10  | Aguri Suzuki       | Footwork FA14  | Mugen-Honda MF-351HB 3.5 V10 | G      |
| Team Lotus                  | 11  | Pedro Lamy         | Lotus 107B     | Ford Cosworth HB 3.5 V8      | G      |
| Team Lotus                  | 12  | Johnny Herbert     | Lotus 107B     | Ford Cosworth HB 3.5 V8      | G      |
| Sasol Jordan                | 14  | Rubens Barrichello | Jordan 193     | Hart 1035 3.5 V10            | G      |
| Sasol Jordan                | 15  | Eddie Irvine       | Jordan 193     | Hart 1035 3.5 V10            | G      |
| Larrousse F1                | 19  | Toshio Suzuki      | Larrousse LH93 | Lamborghini 3512 3.5 V12     | G      |
| Larrousse F1                | 20  | Érik Comas         | Larrousse LH93 | Lamborghini 3512 3.5 V12     | G      |
| Minardi Team                | 23  | Jean-Marc Gounon   | Minardi M193   | Ford Cosworth HB 3.5 V8      | G      |
| Minardi Team                | 24  | Pierluigi Martini  | Minardi M193   | Ford Cosworth HB 3.5 V8      | G      |
| Ligier Gitanes Blondes      | 25  | Martin Brundle     | Ligier JS39    | Renault RS5 3.5 V10          | G      |
| Ligier Gitanes Blondes      | 26  | Mark Blundell      | Ligier JS39    | Renault RS5 3.5 V10          | G      |
| Scuderia Ferrari            | 27  | Jean Alesi         | Ferrari F93A   | Ferrari 041 3.5 V12          | G      |
| Scuderia Ferrari            | 28  | Gerhard Berger     | Ferrari F93A   | Ferrari 041 3.5 V12          | G      |
| Lighthouse Sauber           | 29  | Karl Wendlinger    | Sauber C12     | Sauber 2175 3.5 V10          | G      |
| Lighthouse Sauber           | 30  | JJ Lehto           | Sauber C12     | Sauber 2175 3.5 V10          | G      |

## Klassifikationen

### Qualifying
| Pos. | Fahrer             | Konstrukteur          | 1. Qualifikationstraining | 2. Qualifikationstraining | Start |
| ---- | ------------------ | --------------------- | ------------------------- | ------------------------- | ----- |
| 01   | Ayrton Senna       | McLaren-Ford          | 1:13,371                  | 1:14,779                  | 01    |
| 02   | Alain Prost        | Williams-Renault      | 1:13,807                  | 1:14,595                  | 02    |
| 03   | Damon Hill         | Williams-Renault      | 1:14,721                  | 1:13,826                  | 03    |
| 04   | Michael Schumacher | Benetton-Ford         | 1:14,098                  | 1:14,494                  | 04    |
| 05   | Mika Häkkinen      | McLaren-Ford          | 1:14,106                  | 1:14,596                  | 05    |
| 06   | Gerhard Berger     | Ferrari               | 1:14,194                  | –                         | 06    |
| 07   | Jean Alesi         | Ferrari               | 1:15,332                  | 1:15,619                  | 07    |
| 08   | Martin Brundle     | Ligier-Renault        | 1:16,022                  | 1:16,710                  | 08    |
| 09   | Riccardo Patrese   | Benetton-Ford         | 1:16,077                  | 1:21,076                  | 09    |
| 10   | Aguri Suzuki       | Footwork-Mugen-Honda  | 1:16,079                  | 1:16,567                  | 10    |
| 11   | Karl Wendlinger    | Sauber                | 1:16,106                  | 1:17,132                  | 11    |
| 12   | JJ Lehto           | Sauber                | 1:16,286                  | 1:17,118                  | 12    |
| 13   | Rubens Barrichello | Jordan-Hart           | 1:16,459                  | 1:16,723                  | 13    |
| 14   | Mark Blundell      | Ligier-Renault        | 1:16,862                  | 1:16,469                  | 14    |
| 15   | Andrea de Cesaris  | Tyrrell-Yamaha        | 1:17,350                  | 1:16,892                  | 15    |
| 16   | Pierluigi Martini  | Minardi-Ford          | 1:16,905                  | 1:17,816                  | 16    |
| 17   | Derek Warwick      | Footwork-Mugen-Honda  | –                         | 1:16,919                  | 17    |
| 18   | Ukyo Katayama      | Tyrrell-Yamaha        | 1:17,018                  | 1:18,406                  | 23    |
| 19   | Eddie Irvine       | Jordan-Hart           | 1:19,733                  | 1:17,341                  | 24    |
| 20   | Johnny Herbert     | Lotus-Ford            | 1:17,612                  | 1:17,450                  | 18    |
| 21   | Érik Comas         | Larrousse-Lamborghini | 1:17,750                  | 1:17,815                  | 19    |
| 22   | Jean-Marc Gounon   | Minardi-Ford          | 1:17,754                  | 1:18,035                  | 20    |
| 23   | Pedro Lamy         | Lotus-Ford            | 1:19,628                  | 1:19,369                  | 21    |
| 24   | Toshio Suzuki      | Larrousse-Lamborghini | 1:21,793                  | 1:23,167                  | 22    |

### Rennen
| Pos. | Fahrer             | Konstrukteur          | Runden | Zeit        | Start | Schnellste Runde |
| ---- | ------------------ | --------------------- | ------ | ----------- | ----- | ---------------- |
| 01   | Ayrton Senna       | McLaren-Ford          | 79     | 1:43:27,476 | 01    | 1:16,128         |
| 02   | Alain Prost        | Williams-Renault      | 79     | + 9,259     | 02    | 1:15,434         |
| 03   | Damon Hill         | Williams-Renault      | 79     | + 33,902    | 03    | 1:15,381         |
| 04   | Jean Alesi         | Ferrari               | 78     | + 1 Runde   | 07    | 1:17,786         |
| 05   | Gerhard Berger     | Ferrari               | 78     | + 1 Runde   | 06    | 1:16,686         |
| 06   | Martin Brundle     | Ligier-Renault        | 78     | + 1 Runde   | 08    | 1:17,565         |
| 07   | Aguri Suzuki       | Footwork-Mugen-Honda  | 78     | + 1 Runde   | 10    | 1:18,316         |
| 08   | Riccardo Patrese   | Benetton-Ford         | 77     | DNF         | 09    | 1:17,478         |
| 09   | Mark Blundell      | Ligier-Renault        | 77     | + 2 Runden  | 14    | 1:18,314         |
| 10   | Derek Warwick      | Footwork-Mugen-Honda  | 77     | + 2 Runden  | 17    | 1:18,905         |
| 11   | Rubens Barrichello | Jordan-Hart           | 76     | + 3 Runden  | 13    | 1:18,558         |
| 12   | Érik Comas         | Larrousse-Lamborghini | 76     | + 3 Runden  | 21    | 1:19,152         |
| 13   | Andrea de Cesaris  | Tyrrell-Yamaha        | 75     | + 4 Runden  | 15    | 1:20,625         |
| 14   | Toshio Suzuki      | Larrousse-Lamborghini | 74     | + 5 Runden  | 24    | 1:22,328         |
| 15   | Karl Wendlinger    | Sauber                | 73     | DNF         | 11    | 1:18,101         |
| –    | JJ Lehto           | Sauber                | 56     | DNF         | 12    | 1:18,430         |
| –    | Jean-Marc Gounon   | Minardi-Ford          | 34     | DNF         | 22    | 1:21,678         |
| –    | Mika Häkkinen      | McLaren-Ford          | 28     | DNF         | 05    | 1:18,960         |
| –    | Michael Schumacher | Benetton-Ford         | 19     | DNF         | 04    | 1:17,069         |
| –    | Ukyo Katayama      | Tyrrell-Yamaha        | 11     | DNF         | 18    | 1:22,143         |
| –    | Eddie Irvine       | Jordan-Hart           | 10     | DNF         | 19    | 1:21,742         |
| –    | Johnny Herbert     | Lotus-Ford            | 9      | DNF         | 20    | 1:20,502         |
| –    | Pierluigi Martini  | Minardi-Ford          | 5      | DNF         | 16    | 1:21,175         |
| –    | Pedro Lamy         | Lotus-Ford            | 0      | DNF         | 23    | –                |

## WM-Stände nach dem Rennen
Die ersten sechs des Rennens bekamen 10, 6, 4, 3, 2 bzw. 1 Punkt(e).

### Fahrerwertung
| Pos. | Fahrer               | Konstrukteur          | Punkte |
| ---- | -------------------- | --------------------- | ------ |
| 01   | Alain Prost          | Williams-Renault      | 99     |
| 02   | Ayrton Senna         | McLaren-Ford          | 73     |
| 03   | Damon Hill           | Williams-Renault      | 69     |
| 04   | Michael Schumacher   | Benetton-Ford         | 52     |
| 05   | Riccardo Patrese     | Benetton-Ford         | 20     |
| 06   | Jean Alesi           | Ferrari               | 16     |
| 07   | Martin Brundle       | Ligier-Renault        | 13     |
| 08   | Gerhard Berger       | Ferrari               | 12     |
| 09   | Johnny Herbert       | Lotus-Ford            | 11     |
| 10   | Mark Blundell        | Ligier-Renault        | 10     |
| 11   | Michael Andretti     | McLaren-Ford          | 7      |
| 12   | Karl Wendlinger      | Sauber                | 7      |
| 13   | JJ Lehto             | Sauber                | 5      |
| 14   | Christian Fittipaldi | Minardi-Ford          | 5      |
| 15   | Mika Häkkinen        | McLaren-Ford          | 4      |
| 16   | Derek Warwick        | Footwork-Mugen-Honda  | 4      |
| 17   | Philippe Alliot      | Larrousse-Lamborghini | 2      |
| 18   | Rubens Barrichello   | Jordan-Hart           | 2      |

| Pos. | Fahrer             | Konstrukteur          | Punkte |
| ---- | ------------------ | --------------------- | ------ |
| 19   | Fabrizio Barbazza  | Minardi-Ford          | 2      |
| 20   | Alessandro Zanardi | Lotus-Ford            | 1      |
| 21   | Érik Comas         | Larrousse-Lamborghini | 1      |
| 22   | Eddie Irvine       | Jordan-Hart           | 1      |
| 23   | Pierluigi Martini  | Minardi-Ford          | 0      |
| 24   | Aguri Suzuki       | Footwork-Mugen-Honda  | 0      |
| 25   | Luca Badoer        | Lola-Ferrari          | 0      |
| 26   | Thierry Boutsen    | Jordan-Hart           | 0      |
| 27   | Andrea de Cesaris  | Tyrrell-Yamaha        | 0      |
| 28   | Ukyō Katayama      | Tyrrell-Yamaha        | 0      |
| 29   | Michele Alboreto   | Lola-Ferrari          | 0      |
| 30   | Pedro Lamy         | Lotus-Ford            | 0      |
| 31   | Toshio Suzuki      | Larrousse-Lamborghini | 0      |
| –    | Jean-Marc Gounon   | Minardi-Ford          | 0      |
| –    | Ivan Capelli       | Jordan-Hart           | 0      |
| –    | Marco Apicella     | Jordan-Hart           | 0      |
| –    | Emanuele Naspetti  | Jordan-Hart           | 0      |

### Konstrukteurswertung
| Pos. | Konstrukteur     | Punkte |
| ---- | ---------------- | ------ |
| 01   | Williams-Renault | 168    |
| 02   | McLaren-Ford     | 84     |
| 03   | Benetton-Ford    | 72     |
| 04   | Ferrari          | 28     |
| 05   | Ligier-Renault   | 23     |
| 06   | Lotus-Ford       | 12     |
| 07   | Sauber           | 12     |

| Pos. | Konstrukteur          | Punkte |
| ---- | --------------------- | ------ |
| 08   | Minardi-Ford          | 7      |
| 09   | Footwork-Mugen-Honda  | 4      |
| 10   | Larrousse-Lamborghini | 3      |
| 11   | Jordan-Hart           | 3      |
| 12   | Lola-Ferrari          | 0      |
| 13   | Tyrrell-Yamaha        | 0      |